# Gardar Svavarsson
Garðarr Svavarsson (islandese moderno Garðar Svavarsson) (fl. IX secolo) fu uno svedese, considerato da molti come il primo scandinavo ad abitare in Islanda, anche se solo per un inverno.

## Biografia
Secondo l'edizione di Haukr Erlendsson del Landnámabók, possedeva terre in Sjaelland (Danimarca) ed era sposato con una donna originaria delle Isole Ebridi. Durante un viaggio tra queste isole (attorno all'860) per poter reclamare l'eredità del suocero, salpò durante una tempesta da Pentland Firth. Questa tempesta spinse la sua nave a nord fino a raggiungere la costa orientale dell'Islanda. Circumnavigò l'isola, divenendo la prima persona conosciuta a farlo e stabilendo che si trattava effettivamente di un'isola, sbarcando poi a Skjálfandi. Si costruì una casa e vi abitò per tutto l'inverno. Da questo momento il luogo prese il nome di Húsavík.
Tornato, parlò di questa nuova terra e gli diede il suo nome islandese Garðarshólmi (Isola di Garðarr). Non si sa nulla di quello che gli accadde in seguito, ma suo figlio Uni Danski emigrò in Islanda improvvisando un flebile tentativo di conquistarla per conto del re norvegese, morendo. Riuscì però a mettere al mondo un figlio prima di morire, Hróar, che prese il nome del goði di Tunga. Hróar si scontrò con altri uomini e fu per due volte sfidato ad una battaglia sulla collina, vincendo entrambe le volte ed uccidendo gli avversari, prima di venire ucciso ed essere vendicato dal figlio. La moglie di Hróar era Arngunnur, sorella di Gunnar Hámundarson, uno dei principali personaggi della Njáls saga.